# 黑头鹎
黑头鹎（学名：Brachypodius melanocephalos）为鹎科鹎属的鸟类。分布于印度、孟加拉、中南半岛、印度尼西亚、菲律宾以及中国大陆的云南等地，多见于乔木枝头。该物种的模式产地在印度尼西亚苏门答腊。

## 亚种
- 黑头鹎指名亚种（学名：Brachypodius melanocephalos atricaps）。分布于印度、孟加拉、中南半岛、印度尼西亚、菲律宾以及中国大陆的云南等地。该物种的模式产地在印度尼西亚爪哇的Bantam。[3]